# Аргумент лошег стварања
Аргумент лошег стварања је аргумент против постојања стваралачког Бога. Аргумент износи да Бог не би створио организме са бројним манама које се могу приметити у природи.
Аргумент је модус толенс: ако стварање има много недостатака, онда стварање није истинита теорија порекла нашег постојања. Најчешће се користи у блажој варијанти, не са циљем да се оповргне постојање Бога, већ као свођење на апсурд познати аргумент стварања, који тврди да су жива бића превише добро развијена како би настала случајно. Ово виде као доказ да је живот створио интелигентни Бог.
Традиционални теолошки одговор на овај аргумент је да је Божија творевина била савршена, али да је човечанство злоупотребило своју слободну вољу да се побуни против Бога и то је довело до оштећења дизајна.

## Преглед
Главни аргумент гласи:
1. Свемогућ, свезнајућ, сведобар Бог-творац би створио организме по оптималном дизајну.
2. Организми имају карактеристике које нису оптималне.
3. Стога, Бог или није створио те организме или није свемоћан, свезнајући и сведобар.

Понекад се користи као свођење на апсурд познатог аргумента стварања, који гласи:
1. Живи организми су сувише добро развијени да би настали случајно.
2. Тако да је живот морао да створи интелигентни творац.
3. Овај творац је Бог.

Дакле, лош дизајн није у складу са идејом Божијег стварања, али јесте у складу са предвиђањима теорије еволуције путем природне селекције. 
Аргумент лошег стварања је један од аргумената које је користио Чарлс Дарвин. Модерни браниоци овог аргумента су познати биолози, попут Стивена Џеј Гулда и Ричарда Докинса. Они тврде да се такве особине могу објаснити као последица постепеног еволуционог процеса. Теистички еволуционисти одбацују агрумент стварања, али задржавају веровање у Бога.

## Примери

### Код људи

#### Смртоносне мане
Недостаци у људској конструкцији који доводе до смрти, посебно без савремене медицинске помоћи су:
- Код жена, оплођено јајашце може да продре у јајовод, грлићу материце или јајник, уместо у материцу и да тиме изазове ванматеричну трудноћу. Постојање шупљине између јајника и јајовода може да укаже на мане у конструкцији женског репродуктивног система. До модерна хирургије, ванматерична трудноћа је сигурно доводила до смрти и мајке и детета. Чак и у модерним временима, скоро у свим случајевима трудноћа мора бити прекинута да би се спасао живот мајке.
- Код рођења деце, ако је главе новорођенча знатно већа од пелвиса, дете се не може родити природним путем. До развоја модерне хирургије (царски рез), таква компликација је доводила до смрти мајке, детета или оба.
- Код мушкараца, тестиси се у почетку развијају у стомаку. Касније током трудноће продиру кроз зид стомака у скротум. Овај процес изазива настајање два слаба места у трбушном зиду где брух може да настане. До савремених хируршких метода, ово је доводило до смрти.[4]
- Ждрело, пролаз који се користи и за гутање и дисање, повећава ризик гушења.
- Слепо црево је рудиментарни орган без познате функције. Међутим, упала слепог црева доводи до сигурне смрти без медицинске интервенције.

#### Друге мане
- Непотребни мишићи који померају уши. Неки људи могу да науче да контролишу мишић до одређеног степена, али сам мишић не служи никаквој сврси у свакодневном животу.[5]
- Општа патологија кичме човека доводи до сколиозе, кифозе, ишијаса и урођеног расељавања пршљенова.
- Кичмена мождина се не може опоравити, јер су неурони постали толико специјализовани да нису у стању да расту након што дођу до свог одраслог стања. Ако дође до повреде кичмене мождине, она се никад неће опоравити и довешће до трајне парализе.[6]
- Скоро све животиње и биљке синтетишу сопствени витамин Ц, али људи не могу јер је ген овог ензима неисправан (л-гулонолактон оксидаза).[7] Недостатак витамина Ц изазива скорбут и на крају смрт. Ген није активан и код неких других примата попут заморчића, али ради у већини других животиња.[8]
- Учесталост више од 7000 урођених болести, деформација и генетских поремећаја као што је на пример хантингтонова хореа.
- Нокти се стално морају сећи због сталног раста.

### Код осталих животиња
- Комплексни репродуктивни уређај у орхидеји је сачењен од компонената које имају другачију функцију у осталим цветовима.
- Постојање непотребних крила код птица које не лете, на пример нојева.[9]
- Јаке, али тешке кости предвиђене за животиње које лете се појављују у животињама попут шишмиша. Или обрнуто: нестабилне, лаке, шупље кости за лет које се налазе код птица као што су пингвини и нојеви.
- Различити закржљали делови тела као што су кук и карлица код кита (предак китова је живео на копну).
- Китови и делфини дишу ваздух иако живе у води, то јест, морају да плутају на површини воде како би дисали.

## Критика

### Недоказана претпоставке
Неколико генеричких филозофских критика може бити усмерено на прву премису аргумента – да би Бога-творац створио организме по оптималном дизајну, јер се аргумент заснива на претпоставци да је људски појам оптимални дизајн исти као и Божији. 
Заговорник интелигентног дизајна Вилијам Дембски доводи у питање прву премису аргумента, износећи разлику између "интелигентног дизајна" и оптималног дизајна.

## Као аргумент о Богу
Аргумент лошег стварања се понекад тумачи као аргумент против постојања Бога или против његових особина (свемогућ, свезнајућ, сведобар). Понекад се користи и као аргумент за неспособност Бога. Присуство "лошег дизајна", наизглед, подразумева "лошег" или "слепог" дизајнера, или дизајнера ког уопште и нема. Гулд је изјавио: "када би Бог створио савршену машину да одрази његову мудрости и моћ, сигурно не би користио скуп делова створен за другу сврху. Орхидеје није направио савршен инжењер."
Аргумент користе и теистички еволуционисти у корист Бога-творца који користи природну селекцију као механизам његовог стварања. 